# 須我神社
須我神社（すがじんじゃ）は、島根県雲南市大東町須賀にある神社である。旧社格は県社。須佐之男命が八岐大蛇退治の後に建てた宮殿が神社になったものと伝え、「日本初之宮（にほんはつのみや）」と自称している。出雲國神仏霊場第十六番。延喜式に記載されていない。
須佐之男命と妻の稲田比売命、両神の子の清之湯山主三名狭漏彦八島野命（すがのゆやまぬしみなさろひこやしまのみこと。八島士奴美神）を主祭神とし、諏訪大社の分霊の武御名方命を配祀する。

## 歴史
境内由緒書きには以下のように記されている。
『古事記』によれば、須佐之男命は八岐大蛇を退治した後、妻の稲田比売命とともに住む土地を探し、当地に来て「気分がすがすがしくなった」として「須賀」と命名し、そこに宮殿を建てて鎮まった。これが日本初の宮殿ということで「日本初之宮」と呼ばれ、この時に須佐之男命が詠んだ歌が日本初の和歌ということで、「和歌発祥の地」と称している。
天平5年（733年）、『出雲国風土記』大原郡条に記載されている「須我社」に比定される。風土記の時点では神祇官の管轄ではなく、延長5年（927年）の延喜式神名帳には記載されていない。本来の祭神は大原郡海潮郷の伝承に登場する須義禰命であったものが、記紀神話の影響により須佐之男命に結び付けられたとも考えられる。
背後にある八雲山には、夫婦岩と呼ばれる巨石と小祠があり、当社の奥宮となっている。この巨石は磐座であり、元は須賀の地の総氏神として信仰されていたものである。
天文年間（1532年 – 1554年）、当地に地頭として信濃国諏訪から中沢豊前守が赴任し、信仰していた諏訪大社の武御名方命を勧請して須我神社に合祀した。以降長らくの間「諏訪大明神」と称され、一帯の地名も「諏訪村」とされていたが、明治22年（1889年）に地名・社名ともに須我になった。明治25年（1892年）に県社に列した。

## 神紋
巴

## 摂末社
海潮神社
天神神社、大石神社、山神神社を合祀。
若宮神社
稲荷神社、秋田神社、火守神社、琴平神社、木山神社を合祀。
弁護荒神社
神木。
虚空社
隣接する寺院（普賢院：神宮寺）の境内との境界付近にある。
御親神社、社日神社、義綱神社：境内の奥に鎮座する。
夫婦岩
奥宮。

## 主な行事
- 2月17日 – 百手の的神事
- 6月30日 – 茅之輪神事
- 8月22日
  - 茣蓙替祭
  - 八雲祭
- 9月27日 – 鹿食神事
- 9月28日 – 例大祭

### 鹿食神事
例祭の前夜祭の後に神楽殿において宮司、神職、伶人（雅楽を演奏する者）たちによって執り行われる。周囲の灯火が消され、殿内のわずかな明かりの中で祭事が進行する。神饌としてかつては鹿の頭が供えられていたが、現在では茄子の実を輪切りにしたものを鹿の頭に見立てて供えられる。国家安泰、五穀豊穣を祈る神事である。諏訪大社の分霊が合祀されたことによって始められたと考えられる。江戸時代には鹿食免も出されていたという。

## 交通アクセス
- JR乃木駅から雲南市民バス大東行き須賀下車
- JR出雲大東駅から雲南市民バス乃木駅行き須賀下車